# Натансон, Лев Григорьевич
Лев Григо́рьевич Натансо́н (17 августа 1948, Москва — 7 ноября 2023, Москва) — российский математик и программист, автор книг по теории азартных игр и алгоритмов компьютерной игры «Марьяж».

## Биография
Родился в семье химиков, Григория Львовича Натансона (20.06.1910 — 07.12.1960) и Софьи Васильевны Натансон (1908—1994).
В 1971 году Л. Г. Натансон окончил Механико-математический факультет МГУ им. Ломоносова по специальности «математика». В том же году он поступил на работу в филиал Радио-технического института АН СССР (Филиал РТИ), который в 1975 году был преобразован в Научно-исследовательский институт вычислительных комплексов — НИИВК. Образование института, который возглавил известный конструктор отечественной вычислительной техники М. А. Карцев, было продиктовано необходимостью разработки в СССР в тот период специализированных высокопроизводительных компьютерных систем, необходимых для управления радиолокационными станциями и обработки радиолокационной информации в системах предупреждения о ракетном нападении (СПРН).

### Суперкомпьютеры
В стенах НИИВК Л. Г. Натансон проработал до 1998 года и прошёл путь от рядового инженера до начальника отдела. Л. Г. Натансон был одним из ведущих участников создания двух векторных суперкомпьютеров: М-10 и М-13, которые по техническим характеристикам превосходили многие отечественные вычислительные системы и достигали уровня лучших зарубежных аналогов своего времени.
Высокая производительность этих систем достигалась особенностями их архитектуры. Системе программирования является одной из базовых частей программного обеспечения любой компьютерной системы. Она — с учётом специфических областей применения специальных компьютеров — должна была сохранить производительность исполняемого машинного кода, заложенную в архитектуре аппаратных средств. Это делало необходимой — и чрезвычайно сложной — разработку системы программирования «с нуля».
Деятельность Л. Г. Натансона в стенах института была посвящена решению этой задачи. Под его руководством были разработаны и реализованы системы программирования для компьютеров М-10 и М-13.
Практическими, видимыми конечному пользователю продуктами этих разработок были компиляторы с языков как машинного уровня (ассемблеры), так и высокого уровня (Алгол-60, Фортран, Алгол 68), а также соответствующие средства отладки и сопровождения прикладных программ.
Особенности архитектуры в сочетании с требованиями достичь максимально возможной эффективности исполняемого машинного кода привели разработчиков и их руководителя Л. Г. Натансона к совершенно новым алгоритмам на всех этапах генерации машинного кода.
Высокая математическая культура позволила Л. Г. Натансону использовать в работе формально-математические методы. С помощью этих методов для компиляции языков высокого уровня Л. Г. Натансон создал ряд специальных метаязыков для описания этапов компиляции:
- модифицированная БНФ (Форма Бэкуса — Наура), предназначенная для грамматического разбора исходного текста, который эффективно выполняется также на векторной машине;
- оригинальный метаязык Рекол для анализа контекстных условий и условий оптимизации;
- язык генерации объектного кода, отражающий специфику системы команд векторных компьютеров. При этом одним из оптимизирующих преобразований является распараллеливанием циклов, существенно повышающее эффективность объектного кода.

В 1979 Л. Г. Натансон защитил диссертацию на степень кандидата технических наук, о которой очень хорошо отзывался член-корреспондент РАН Б. А. Бабаян.

### Азартные игры
В 1992 году Л. Г. Натансон участвовал в разработке популярной компьютерной игры в преферанс «Марьяж» (Marriage).
В 2000-01 году Л. Г. Натансон в соавторстве с Дмитрием Лесным написал серию книг «Математика игр казино»: «Рулетка», «Блэкджек», «Покер».
Некоторые разработки Л. Г. Натансона были защищены авторским свидетельством. В 2004 году был получен патент на игру «Рейз покер» (№ 2261745 от 24.08.2004).
Л. Г. Натансон работал заведующим лабораторией математической экспертизы азартных игр российской Лиги интеллектуальных игр.
Умер в 2023 году в результате сердечного приступа на фоне онкологического заболевания. Похоронен в семейном захоронении на Донском кладбище в Москве.

## Награды
В 1986 году Л. Г. Натансон был удостоен медали «За Трудовую доблесть».

## Некоторые публикации

### Книги
- Лесной Д. С., Натансон Л. Г. Блэкджек. — М.: Айрис Пресс, Рольф, 2001. — 191 с. — (Игорный дом). — ISBN 5-7836-0480-0.
- Лесной Д. С., Натансон Л. Г. Покер. — М.: Айрис Пресс, Рольф, 2001. — 223 с. — (Игорный дом). — ISBN 5-7836-0478-Х.
- Лесной Д. С., Натансон Л. Г. Рулетка. — М.: Айрис Пресс, Рольф, 2001. — 222 с. — (Игорный дом). — ISBN 5-7836-0479-8.

### Статьи
- Беляков М. И., Натансон Л. Г. Метаязык, схема трансляции и синтаксический анализ в системе построения высокоэффективных трансляторов. — «Программирование», 1975, № 1.
- Беляков М. И., Натансон Л. Г. Об одной модификации нисходящего грамматического разбора. — «Программирование», 1979, № 5.
- Натансон Л. Г. Формальное описание контекстных условий языков программирования. — «Программирование», 1977, № 4.
- Беляков М. И., Натансон Л. Г. Теория семантического контроля, использующего синтаксическое дерево как форму промежуточного представления программы. — «Программирование», 1975, № 2.
- Беляков М. И., Натансон Л. Г. Распараллеливание циклов и другие оптимизирующие преобразования.
- Варченко В. С., Натансон Л. Г., Туманов А. Е. Реализация транслятора языка Фортран на ЭВМ М-10. — Вопросы радиоэлектроники, сер. ЭВТ, 1983, вып. 6